# 臼井嘉一
臼井 嘉一（うすい よしかず、1945年10月7日 - 2013年10月5日）は、日本の教育学者、福島大学名誉教授、元国士舘大学教授。専門は社会科教育学。

## 略歴
富山県魚津市生まれ。京都教育大学卒。1977年東京大学大学院教育学研究科博士課程単位取得退学。福島大学教育学部助教授、教授、2002年3月から2006年3月まで学長。2008年退任と同時に名誉教授、国士舘大学文学部教育学科教授、同年10月全学教職課程委員長兼任。2013年10月5日、肺炎のため死去。67歳没。

## 著書
- 『戦後歴史教育と社会科』岩崎書店 1982
- 『社会科カリキュラム論研究序説』学文社 1989
- 『社会科授業論研究序説』ルック 1995
- 『開放制目的教員養成論の探究』学文社 2010
- 『教育実践学と教育方法論 カリキュラム・教科指導・学力を教育実践から問い直す』日本標準 2010

## 共編著
- 『小学校社会科の新展開 豊かな社会認識の形成を目ざす授業』大槻健共編 あゆみ出版 1982
- 『中学校社会科の新展開 生徒の自立と豊かな社会認識の形成』大槻健共編 あゆみ出版 1983
- 『たのしくわかる社会科人物史で学ぶ歴史教育』宮原武夫共編著 あゆみ出版 1984
- 『社会科教育』柴田義松共編著 学文社 1987 ポイント教育学
- 『小学校地域学習の授業づくり』谷川彰英共編著 東京書籍 1991 東書TMシリーズ 新指導要領準拠
- 『中等「社会科」教育法』編著 学文社 1991 各科教育法双書
- 『わかる教え方 社会科』 3-6年 宮原武夫共編 国土社 1992
- 『新しい小学校社会科へのいざない』田中武雄、外山英昭共著 地歴社 1992
- 『社会・地歴・公民科教育法』柴田義松共編著 学文社 1999
- 『シティズンシップ教育の展望 ラッグの思想とコア・カリキュラム』編著 ルック 2006
- 『社会科の本質がわかる授業 1 生活と地域』浦沢朱美共編著 日本標準 2008
- 『社会科の本質がわかる授業 2 産業と国土』羽田純一共編著 日本標準 2008
- 『社会科の本質がわかる授業 4 憲法と世界』満川尚美共編著 日本標準 2008
- 『社会科の本質がわかる授業 3 歴史』平野昇共編著 日本標準 2008